# Arigaba
Arigaba (chin. Bèi'érzhījīn Ālîjíbā, 孛兒只斤阿剌吉八; mongolisch ᠷᠠᠵᠠᠪᠠᠭ, * 1320; † 1328) war als Sohn Yesun Timur Khans ein Kaiser der Yuan-Dynastie. Er regierte nur im Jahr 1328.

## Leben
Arigaba war der älteste Sohn des Yesun Timur Khan, seine Mutter entstammte dem Clan der Khunggirad. Zum Zeitpunkt seiner Geburt hielt der Clan seiner Mutter, durch Einheirat in die Kaiserfamilie, die Macht im Reich inne. Im Jahr 1324 wurde Arigaba als Kleinkind zum Kronprinzen ernannt. Als Yesun Timur Khan 1328 plötzlich in Xanadu verschied, wurde der junge Prinz noch vor Ort durch den mächtigen muslimischen Offizier Dawlat Shah kurz darauf inthronisiert.
Der überraschende Tod des alten Khagan führte jedoch zu einem teilweisen Aufstand der herrschenden Clans. Diese waren überaus unzufrieden damit, dass Yesun Timur Khan alle Macht auf seine Favoriten, insbesondere auf den Muslim Dawlat Shah konzentriert hatte. Binnen weniger Tage unternahm der Stadtkommandant von Dadu El Temür einen Staatsstreich und forderte die Erhebung von Külüq Khans Sohn Toqa Timur zum neuen Khagan. Dieser wurde noch im gleichen Monat, in dem Arigaba in Xanadu inthronisiert wurde, freundlich in Dadu aufgenommen.
Arigabas Armee führte einen Feldzug gegen Dadu, erlitt jedoch eine vernichtende Niederlage gegen El Temürs Truppen. Daraufhin unternahm der General Örüg Temür die Belagerung Xanadus und nahm die Stadt für den neuen Khagan Toqa Timur ein. Dawlat Shah wurde nach der Kapitulation hingerichtet, das Schicksal des jungen Khagan Arigaba ist unbekannt.